# Haruka Imai
Haruka Imai (今井 遥 Imai Haruka?,  (Tokio, Japón, 21 de agosto de 1993) es una patinadora de patinaje artístico sobre hielo japonesa. Imai ha ganado nueve medallas internacionales senior y compitió en tres Campeonatos de los Cuatro Continentes, siendo su mejor posición el cuarto lugar. También fue campeona nacional juvenil de Japón en 2008.

## Carrera
Imai comenzó a patinar a la edad de nueve años, en 2003. Durante la temporada de 2008-09, Imai comenzó a competir en la serie juvenil del Grand Prix. Ganó su respectivo evento en Bielorrusia, además del título de campeona nacional juvenil de Japón. También se posicionó en el puesto número dieciséis en el Campeonato Mundial Juvenil de 2009. En 2009, Imai ganó la medalla de bronce en su único evento del JGP, en Hungría. También ocupó el sexto puesto en el nivel senior del Campeonato Japonés y fue asignada al Campeonato de los Cuatro Continentes de 2010, donde quedaría en quinto lugar. En 2010, Imai ganó el oro en el Trofeo Ondrej Nepela y debutó en la serie senior del Grand Prix, quedando quinta en el Skate Canada y sexta en el Trofeo Éric Bompard de 2010.
En el verano de 2011, Imai sufrió una fractura en el pie que luego se atribuyó al estrés, una lección que la obligó a permanecer fuera del hielo durante aproximadamente dos meses. En septiembre de 2011, se mudó a Detroit para entrenar con Yūka Satō y Jason Dungjen. Imai ganó el bronce en el Trofeo Nebelhorn de 2012. Imai regresó a Japón en 2013, ahora entrenando bajo la tutería de Rumiko Michigami. Ganó el oro en el Trofeo Ondrej Nepela de 2013. En el Campeonato Japonés de aquel año, Imai terminó en el quinto lugar.

## Programas
| Temporada | Programa corto                                                                                            | Programa libre | Exhibición                                                            |
| --------- | --- | --- | --------------------------------------------------------------------- |

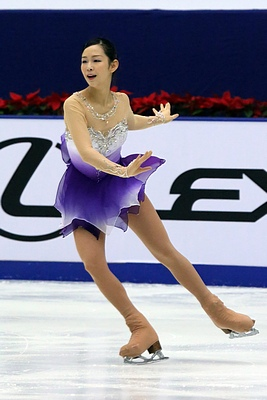
Imai en la Copa de China de 2013.

| 2015–16   | - Malagueña) de Ernesto Lecuona coreo por Pasquale Camerlengo                                             | - Piano Concerto en A-flat mayor de Saint-Preux coreo por Pasquale Camerlengo |                                                                       |
| 2014–15   | - Malagueña de Ernesto Lecuona coreo por Pasquale Camerlengo                                              | - Giselle de Adolphe Adam coreo por Phillip Mills |                                                                       |
| 2013–14   | - Canción sin letras en D mayor, Op.109 de Felix Mendelssohn coreo por Natalia Bestemianova y Igor Bobrin | - Piano Concerto in A-flat major de Saint-Preux coreo por Pasquale Camerlengo |                                                                       |
| 2012–13   | - Charada                                                                                                 | - Divertimento en B flat mayor, K. 137 (Salzburg Symphony N.º 2): II. Allegro di molto - Violin Sonata en F mayor, K. 376 (374d): II. Andante - Eine kleine Nachtmusik (Serenata N.º 13 for strings en G mayor), K. 525: IV Rondo: Allegro | - Pure Imagination                                                    |
| 2011–12   | - Canción sin letras in D major, Op.109 de Felix Mendelssohn coreo por Yuka Sato                          | - My Fair Lady (arreglos modernos) coreo por Yuka Sato | - I'm into Something Good de The Bird and the Bee coreo por Yuka Sato |
| 2010–11   | - Gypsy Dance (de Don Quijote) por Ludwig Minkus                                                          | - Danzas polovtsianas de Aleksandr Borodín | - Cartoon Heroes de Aqua                                              |
| 2009–10   | - Fiesta Flamenca de Monty Kelly                                                                          | - Raymonda de Alexander Glazunov |                                                                       |
| 2008–09   | - El barbero de Sevilla de Gioachino Rossini                                                              | - Finding Neverland de Jan A. P. Kaczmarek | - Somewhere de Sweetbox                                               |